# Две мулета за сестра Сара
„Две мулета за сестра Сара“ (на английски: Two Mules for Sister Sara) е уестърн на режисьора Дон Сийгъл, който излиза на екран през 1970 година.

## Сюжет
Внимание:  Текстът по-долу разкрива сюжета на произведението (или части от него)!
След края на американската гражданска война, бившият войник Хоган яздейки се натъква на трима бандити и гола жена, която те искат да изнасилят. Той убива бандитите и открива, че жената е монахиня, сестра Сара, която събира пари, за да помогне на мексиканските революционери, борещи се с френските окупационни сили. Когато Сара моли Хоган да я заведе в мексиканския лагер, той се съгласява, тъй като преди това се е уговорил да помогне на революционерите да атакуват френския гарнизон в замяна на половината хазна на гарнизона. Двамата се отправят към лагера, избягвайки през цялото време френските войски, Хоган е изненадан, че монахинята псува и пие уиски. На път да унищожат френски влак с боеприпаси, Хоган е прострелян със стрела от индианци и е  сериозно ранен. Сара се погрижва за раната му и му помага да заложи динамит на мост на влаковата линия, които Хоган детонира и унищожава влака. Двамата стигат до лагера на командира на хуаристите полковник Белтран. Сара моли местните селяни за пари, необходими за закупуване на динамит за нападението над гарнизона. Преди нападението Сара разкрива на Хоган, че не е монахиня, а проститутка, представяща се за монахиня, защото е издирвана от французите заради подкрепата й към революционерите. Въпреки че Хоган е шокиран, те се обединяват, за да проникнат във форта и да пуснат отряд революционери през таен вход, докато други два отряда атакуват портите.
Очаквайки френската армия да бъде пияна за Деня на Бастилията, те вместо това откриват, че унищожаването на влака е поставило гарнизона в повишена готовност. Хоган и Сара проникват в крепостта, като Хоган се представя за ловец на глави, който е заловил Сара и я предава за наградата. Уловката проработва и Хоган и Сара се сблъскват с френските командващи офицери, докато портите на гарнизона са разбити, за да могат мексиканските революционери да нахлуят през тях. Следва битка, французите са победени, а мексиканците превземат крепостта. Както е договорено, Хоган получава половината от хазната на гарнизона. Вече богат Хоган тръгва със Сара, в която се е влюбил, за да отвори хазартна къща в Сан Франциско.

## В ролите
| Актьор            | Роля              |
| ----------------- | ----------------- |
| Шърли Маклейн     | Сара              |
| Клинт Истууд      | Хоган             |
| Маноло Фабрегас   | полковник Белтран |
| Алберто Морин     | генерал Льоклер   |
| Армандо Силвестре | 1-ви американец   |
| Джон Кели         | 2-ри американец   |
| Енрике Лусеро     | 3-ти американец   |
| Давид Естуардо    | Хуан              |
| Ада Караско       | майката на Хуан   |